# Eriopyga moesta
Eriopyga moesta là một loài bướm đêm trong họ Noctuidae.